# Оразмухамедова Еже
Еже Оразмухамедова (26 березня 1949, село Гьоркез, тепер Магтимгулинського етрапу Балканського велаяту, Туркменістан) — радянська діячка, вчителька, директор середньої школи № 2 селища Кара-Кала Туркменської РСР. Член ЦК КПРС у 1990—1991 роках.

## Життєпис
У 1971 році закінчила Туркменський державний університет в Ашхабаді.
З 1971 року — вчителька, директор середньої школи № 2 селища Кара-Кала Кара-Калинського району Туркменської РСР.
Член КПРС з 1986 року.
Подальша доля невідома.